# Pegaso

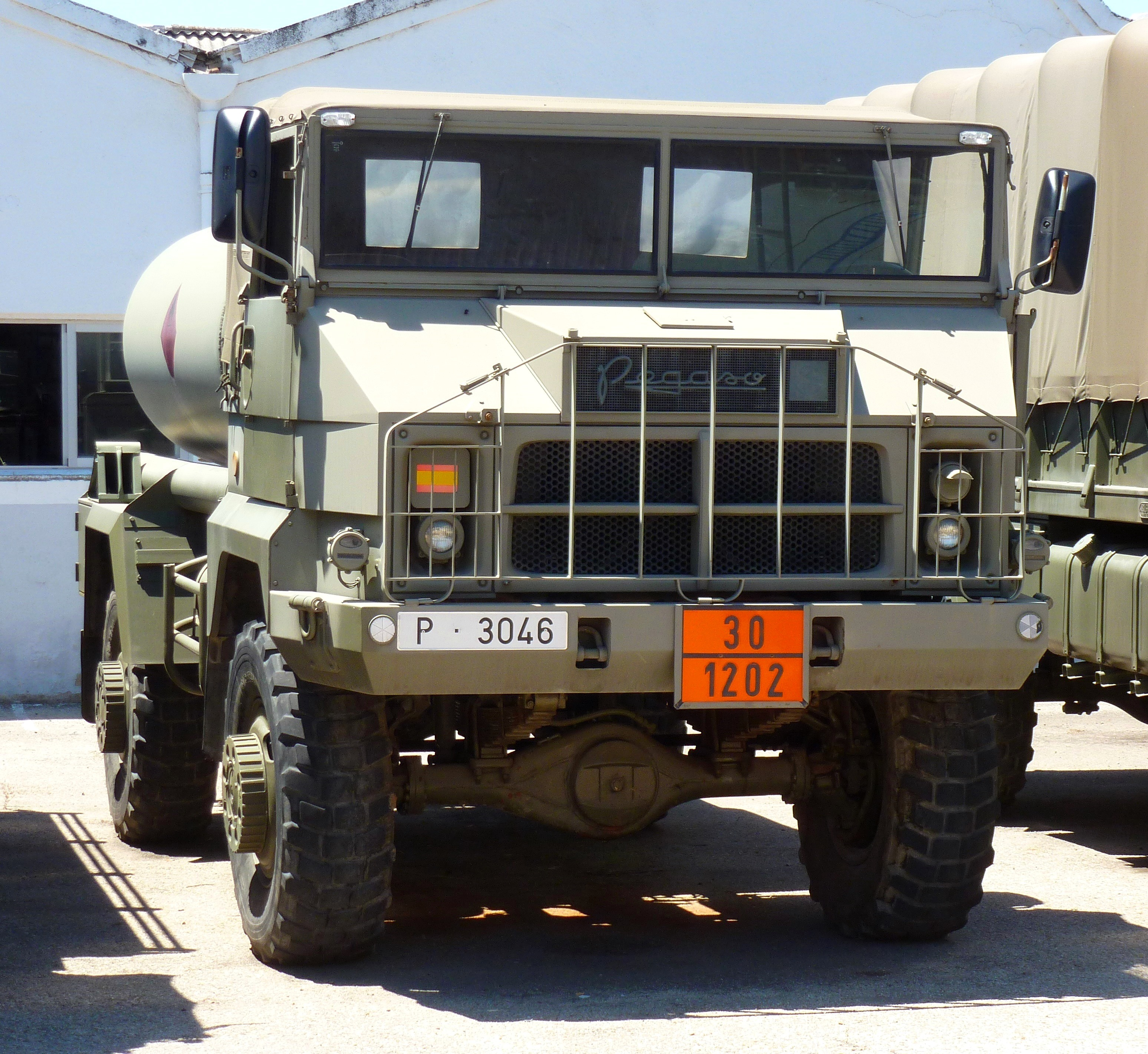
Pegaso 3046.

Pegaso, spansk tillverkare av lastbilar, bussar, traktorer som ingick i det statliga bolaget ENASA.
Bolaget ingår numera i den multinationella koncernen Irisbus som ägs av Iveco.